# Убить миссис Тингл
«Убить миссис Тингл» (англ. Teaching Mrs. Tingle) — чёрная комедия с элементами драмы и триллера 1999 года, снятая Кевином Уильямсоном по собственному сценарию. Картина стала режиссёрским дебютом Уильямсона. Главные роли исполнили Кэти Холмс, Хелен Миррен, Бэрри Уотсон и Мариса Куглан. 
Сюжет рассказывает о трёх школьниках, которые случайно берут в заложники свою учительницу. Уильямсон написал сценарий до франшизы «Крик» и сериала «Бухта Доусона» — благодаря их успеху производство картины значительно ускорилось после продолжительных попыток продать сценарий. Премьера в США состоялась 20 августа 1999 года — фильм получил отрицательные отзывы критиков и провалился в прокате. После работы над картиной Уильямсон больше никогда не занимался режиссурой.

## Сюжет
Всю свою жизнь Ли Энн Уотсон поступала правильно. Сейчас, заканчивая колледж, она мечтает об университете и должна стать лучшей выпускницей. Но на этом пути у неё оказывается преграда в лице миссис Ив Тингл — преподавателя истории, которая ненавидит буквально всех и считает своим долгом загубить жизнь своих учеников, выставляя им неудовлетворительные оценки. Даже директор Поттер предпочитает не связываться с ней. Завуч школы, мисс Голд считает, что именно Ли Энн достойна стипендии, а не единственная любимица миссис Тингл — Труди Такер, дочка богатых родителей. Провалив проект по истории, Ли Энн решает подготовить новую работу. Она и её лучшая подруга Джо Линн обсуждают будущее, когда их одноклассник Люк показывает копию итоговой контрольной Тингл. Ли Энн не собирается жульничать — но неожиданно появляется миссис Тингл, и девушка прячет контрольную в рюкзак. Миссис Тингл замечает это и выхватывает листок. Женщина собирается доложить о произошедшем директору, но его нет на месте.
Тем же вечером Ли Энн, Джо Линн и Люк приходят к дому миссис Тингл в надежде убедить её не сообщать ничего директору. Ситуация выходит из-под контроля, и вот уже миссис Тингл лежит без сознания на полу. Школьники относят её в кровать, и связывают женщину. Люк и Джо Линн остаются с Тингл, а Ли Энн возвращается домой. Когда Люк также ненадолго отлучается, миссис Тингл приходит в себя и уговаривает Джо Линн освободить её. Вернув себе власть, Тингл нападает на девочку. Но вовремя появившийся Люк спасает девушку от разгневанной женщины.
На следующее утро Джо Линн звонит в школу, притворившись миссис Тингл, и говорит, что заболела. Ли и Люк уходят в школу, а Джо Линн остаётся с учительницей. Тем же вечером они разрабатывают план шантажа — девочки сфотографируют Люка в постели с Тингл. Но в их план вмешивается неожиданно появившийся школьный тренер Ричард Уэншелл, у которого был тайный роман с Тингл. Джо Линн вновь выдаёт себя за миссис Тингл, надевает на глаза тренера повязку и спаивает его. Затем подростки укладывают пьяного мужчину в постель с преподавательницей и делают фото.
Пока Ли и Люка отвозят тренера к его дому, Тингл рассказывает Джо Линн подслушанный разговор Ли и Люка — они переспали на вечеринке несколько лет назад, хотя Ли Энн знала, что Джо Линн влюбленна в Люка. Расстроенная Джо Линн уходит из дома Тингл. Когда молодые люди возвращаются, между миссис Тингл и Ли Энн происходит напряжённый откровенный разговор, в ходе которого преподавательница говорит, что была такой же как Ли Энн. Шокированная девушка спускается вниз и решает заняться любовью с Люком, который весь прошедший год пытался завоевать её внимание. Позже вечером Ли Энн исправляет оценки в журнале миссис Тингл.
На следующий день Джо Линн игнорирует Ли Энн в школе. Ли пытается извиниться перед подругой, но тщетно. Тем временем, миссис Тингл удаётся освободиться — она нападает на Люка, и угрожает Ли Энн арбалетом — проектом одного из учеников — когда девушка возвращается в доме учительницы. Во время борьбы арбалет выстреливает — и стрела попадает в Труди, неожиданно появившуюся на пороге дома. Ли Энн говорит учительнице, что Труди мертва. Миссис Тингл в ужасе — она произносит монолог, в котором признаёт, что выстрелила в Труди. Это слышит пришедший директор Портер. В этот момент Труди приходит в себя — стрела застряла в книге истории, и тем самым спасла жизнь школьницы. Ли Энн поняла это сразу. Мистер Поттер вызывает полицию, а также сообщает, что миссис Тингл уволена.
В финале картины, Ли Энн произносит выпускную речь и весело проводит время с Люком и Джо Линн, с которой ей удалось помириться.

## В ролях
| Актёр            | Роль                  |
| ---------------- | --------------------- |
| Кэти Холмс       | Ли Энн Уотсон         |
| Хелен Миррен     | миссис Ив Тингл       |
| Бэрри Уотсон     | Люк Чорнер            |
| Мариса Куглан    | Джо Линн Джордан      |
| Майкл МакКин     | директор Поттер       |
| Джеффри Тэмбор   | тренер Ричард Уэншелл |
| Вивика Фокс      | мисс Голд             |
| Лиз Стаубер      | Труди Такер           |
| Джон Патрик Уайт | Брайан Барри          |
| Лесли Энн Уорен  | миссис Фэй Уотсон     |
| Молли Рингволд   | мисс Бэнкс            |
| Роберт Гант      | профессор             |

## Производство

### Сценарий
Фильм стал режиссёрским дебютом Кевина Уильямсона, поставившего картину по собственному сценарию. Кевин Уильямсон написал его, вспоминая свою школьную учительницу английской литературы, часто унижавшую его и внушавшую, что он никогда не сможет стать писателем. Он начал работу над текстом, пока учился на курсах сценаристов в Калифорнийском университете Лос-Анджелеса. Уильямсон закончил сценарий задолго до работы над «Криком» и телесериалом «Бухта Доусона», но долгое время не мог никому его продать — сценарий был выкуплен неизвестной компанией и сразу «лёг на полку». Благодаря успеху «Крика», производство «Убить миссис Тингл» значительно ускорилось под крылом студии «Miramax», которая снимала «Крик» и его продолжения. Пока велась подготовка к съёмкам «Убить миссис Тингл», уже началось производство фильма «Крик 2», а также продолжались съёмки «Бухты Доусона».
Первоначально фильм назывался «Убить миссис Тингл» (англ. Killing Mrs. Tingle). Но после трагических событий 20 апреля 1999 года в школе Колумбайн фильм решено было переименовать из-за этических соображений в «Проучить миссис Тингл» (англ. Teaching Mrs. Tingle), а также перенести премьеру фильма на более поздний срок. Российский прокат — как и многие другие страны — сохранил первоначальное название.
Уильямсон вспоминает о работе над картиной: «Это был первый сценарий, который я написал и последний, по которому снял фильм. Я боялся, что чтобы я ни делал, наследие „Крика“ будет следовать за мной по пятам — любой фильм Кевина Уильямсон со словом „убийство“ в названии непременно будет фильмом ужасов. Но я видел этот фильм иначе. Да, в нём есть напряжение, и что-то зловещие во всей ситуации. Но я играю жанрами, постоянно меняя их. […] Но я не смог бы снять этот фильм, если бы не любил миссис Тингл. Я создал её. Отдал ей лучшие реплики, все лучшие моменты. И я очень благодарен моей собственной миссис Тингл, потому что без неё у меня ничего бы не вышло. Такие люди, самым странным образом, могут вдохновлять — также, как и учителя, которые не пытаются до тебя «докопаться»".
Примечательно, что в 1978 году в США вышел подростковый саспенс-роман «Убить мистера Гриффина» (англ. Killing Mr. Griffin) американской писательницы Лоис Дункан — в книге рассказывается история группы школьников, похитивших своего строгого преподавателя английского языка. Роман был экранизирован в 1997 году — тогда вышел снятый NBC одноимённый фильм. Кроме того, Дункан написала книгу «Я знаю, что вы сделали прошлым летом», по которой был снят одноимённый фильм 1997 года — сценарий также написал Кевин Уильямсон. Ещё одна связь с творчеством Дункан в фильме Уильямсона — упоминание Ли Энн реально существующего места «Галлоуз Хиллс» (англ. Gallows Hills), где сжигали подозреваемых в колдовстве женщин — книга Дункан с таким названием была издана в 1997 году.

### Кастинг
В одном из интервью актриса Джиллиан Андерсон призналась, что Харви Вайнштейн, глава «Miramax», постоянно присылал ей сценарии молодёжных триллеров студии — среди них был и вариант сыграть преподавателя истории миссис Ив Тингл; но актриса отказалась, потому что не хотела сниматься в подобных фильмах. Также обсуждались кандидатуры актрис Мерил Стрип, Гленн Клоуз, Сигурни Уивер и Салли Филд. В итоге, Тингл сыграла британская актриса Хелен Миррен; Уильямсон с самого начала хотел пригласить её на эту роль, которую он характеризовал так: «Она — не Круэлла де Вил. Мы с Хелен очень много работали над тем, чтобы создать для этой женщины правильную историю. Она тот, кто может быть приторно-сладкой, а затем превратиться в чувственного дьявола». Уильямсон считает, что «Миррен — одна из величайших актриса, и то, что она захотела сыграть эту роль — потрясающей. Она подняла миссис Тингл на новый уровень». Сама актриса говорит, что «главной задачей было показать её максимально реалистичным персонажем, а не Злой Ведьмой Запада. Именно то, что у неё так много масок, делает её опасной. И интересной. Она может дойти до крайности. Но мы пытались нарисовать её психологический портрет, который помог бы зрителям сделать какие-то догадки, но никогда до конца не раскрыть причины её поведения»; «это не тот тип фильмом, с которыми меня обычно ассоциируют. Я была взволнована, что Кевин подумал обо мне»; «Для меня фильм „Убить миссис Тингл“ — это отражение подростковой уязвимости, амбиций и страхов относительно будущего. В возрасте Ли Энн, Джо Линн и Люка именно вопросы будущего занимают все твои мысли. Ты не знаешь, что будет дальше и это пугает. Думаю, взрослые забывают, каково это».
Главную роль — школьницы-отличницы Ли Энн Уотсон — сыграла Кэти Холмс, снимавшаяся у Уильямсона в «Бухте Доусона», актриса получила роль в феврале 1998 года. Бэрри Уотсон, известный на тот момент по роли в телесериале канала The WB «Седьмое небо», исполнил роль Люка Чёрнера. Мариса Куглан сыграла школьницу Джо Линн Джордан — лучшую подругу Ли Энн, мечтающую стать актрисой; по мнению актрисы реакция Миррен — вот что делает по-настоящему смешной сцену, где Джо Линн воспроизводит сцену из «Изгоняющего дьявола». Лиз Стаубер досталась роль Труди Такер — любимой ученицы миссис Тингл.
В других ролях снялись актёры старшего поколения: Майкл МакКин воплотил на экране образ директор Поттера, бывшего алкоголика; Вивика Фокс сыграла завуча мисс Голд; Лесли Энн Уорен сыграла маму Ли Энн, Фэй Уотсон; Джеффри Тэмбор исполнил роль тренера Ричарда Уэншелла, тайного возлюбленного миссис Тингл; а Молли Рингволд появилась в эпизоде в роли секретаря мисс Бэнкс. Хотя имя Роберта Ганта указано в титрах, сцены с участием актёра были вырезаны из финальной версии картины — он появился в фильме в роли одного из преподавателей.

### Съёмки
Фильм был запущен в производство в апреле 1998 года при бюджете 14 миллион долларов, а основные съёмки проходили с 10 мая по 14 июля 1998 года в Лос-Анджелесе.
Сцены в старшей школе Грандсборо снимали в «Rose City High School» в Пасадине, «Culver City High School» в Калвер-Сити, а также в павильонах «Culver Studios». Чтобы снять фильм в качестве режиссёра, Уильямсону пришлось оставить работу над сценарием «Крика 3». Фасад дома миссис Тингл снимали на натуре одного из особняков в викторианском стиле в Пасадине.

## Саундтрек

### Альбом
Альбом с песнями из фильма выпустил лейбл «Capitol Records» 17 августа 1999 года:
| №                   | Название                   | Автор(ы)                                                                     | Artist              | Длительность |
| ------------------- | -------------------------- | ---------------------------------------------------------------------------- | ------------------- | ------------ |
| 1.                  | «Sorry»                    | Elizabeth Cutler, Jo Lloyd, David Magee & James Wright                       | Stretch Princess    | 3:30         |
| 2.                  | «Tongue Tied»              | Max Collins, Tony Fagenson & Jonathan Siebels                                | Eve 6               | 3:12         |
| 3.                  | «If I Fall»                | Tara MacLean                                                                 | Tara MacLean        | 4:09         |
| 4.                  | «'Til I Cry You Out Of Me» | Jonnie Most                                                                  | Sozzi               | 4:09         |
| 5.                  | «Wonderland»               | Kendall Payne                                                                | Kendall Payne       | 3:42         |
| 6.                  | «I Shut Down»              | Emanuel Kiriakou                                                             | Eman                | 4:20         |
| 7.                  | «Fall At Your Feet»        |                                                                              | Radford             | 4:27         |
| 8.                  | «Show Me»                  | Simon Austin, Mike Rogers & Bree Sharp                                       | Bree Sharp          | 3:59         |
| 9.                  | «Alibi»                    | Duane Lavold & Duncan Sheik                                                  | Duncan Sheik        | 4:10         |
| 10.                 | «Misery»                   | Klaus Major Heuser, Bob Moffatt, Clint Moffatt, Dave Moffatt & Scott Moffatt | The Moffatts        | 4:51         |
| 11.                 | «At Seventeen»             | Janis Ian                                                                    | Tara MacLean        | 4:08         |
| Общая длительность: | Общая длительность:        | Общая длительность:                                                          | Общая длительность: | 44:37        |

Кроме того в фильме прозвучала песня «I’m In The Mood For Love» в исполнении Джули Лондон; перед разговором Джо Линн и миссис Тингл из дома преподавательницы доносится «Маленькая ночная серенада» Моцарта, а перед приходом Ли Энн миссис Тингл ставит «Вальс цветов» из балета «Щелкунчик» Чайковского; пьяный тренер Уэншелл напевает песню «Like A Virgin» — хит певицы Мадонны.

### Музыка Фризелла
Инструментальную музыку к фильму написал композитор Джон Фризелл — альбом выпустил лейбл «Varèse Sarabande», он поступил в продажу 24 августа 1999 года:
| №                   | Название                        | Длительность |
| ------------------- | ------------------------------- | ------------ |
| 1.                  | «The Incident At School»        | 2:02         |
| 2.                  | «Untie Me... Please»            | 2:15         |
| 3.                  | «The Crossbow Accident»         | 2:49         |
| 4.                  | «Get a Television, Mrs. Tingle» | 1:08         |
| 5.                  | «Spanky Shows Up»               | 3:14         |
| 6.                  | «I Know You»                    | 2:20         |
| 7.                  | «Caught Cheating»               | 1:38         |
| 8.                  | «My Mom Has Been Very Sick»     | 1:10         |
| 9.                  | «Luke Confides In Tingle»       | 2:31         |
| 10.                 | «Close Your Eyes»               | 1:21         |
| 11.                 | «Leigh Ann Crosses The Line»    | 1:42         |
| 12.                 | «I Don't Think So»              | 0:49         |
| 13.                 | «I'm Your Friend»               | 1:10         |
| 14.                 | «Destiny»                       | 5:13         |
| 15.                 | «Triumph»                       | 0:58         |
| Общая длительность: | Общая длительность:             | 30:21        |

## Релиз

### Продвижение
В рекламной кампании картины использовались слоганы:
- «Перед окончанием школы, классу миссис Тингл понадобится учитель на замену» (англ. Before School Lets Out, Mrs. Tingle’s Class Is Going To Need A Substitute Teacher)
- «Любимчику учителя всегда достаётся в первому» (англ. Teacher's Pet Gets It First.)
- «Изучения истории становится смертельно опасным!» (англ. When History Becomes Deadly!)
- «Одни школьники угощают своих учителей яблоком, другие — похищают их!» (англ. Some Kids Give Apples To The Teacher, Others Kidnap Them.)
- «Двадцать лет миссис Тингл терроризировала своих студентов. В этом году, трое из них решат преподать ЕЙ урок» (англ. For Twenty Years, Mrs. Tingle Has Terrorized Her Students. This Year, Three Of Them Are Going To Teach Her A Lesson)
- «Веселье только начинается!» (англ. The Fun Is Just Beginning)
- «Этим летом, кто-то преподаст урок учителю из Ада» (англ. This Summer, The Teacher From Hell Is About To Get Taught A Lesson)
- «Вы встречали много ведьм, а теперь встречайте настоящую суку!» (англ. You’ve Met The Witch, Now Meet The B-tch)

### Кассовые сборы
Премьера фильма в США состоялась 20 августа 1999 года. Фильм стал кассовым провалом — в первые выходные он собрала около $3,3 миллионов, дебютировав на 10-м месте по сборам в США. На второй недели картина опустилась на 15-ю строчку и заработала дополнительно $2 344 298, а затем падение в списке продолжилось до конца проката, когда комедия оказалась на 44-м месте, с домашними сборами в размере $8 951 935, не добрав $4 480 065 до заявленного бюджета в $13 миллионов.

### Критика
Фильм получил преимущественно негативные отзывы критиков. На сайте «Rotten Tomatoes» рейтинг фильма составляет 19% на основе 70 обзоров, средняя оценка — 3.92 из 10: «Для комедийного триллера в этом фильме слишком мало юмора и напряжённости в сюжете». Средняя оценка картины на «Metacritic» — 35 из 100 на основе 32 — в основном, «негативных обзоров». На сайте «Кинопоиск» у фильма рейтинг 6.060 на основе 1 975 оценок зрителей; на «Internet Movie Database» — 5.3 из 10 на основе оценок 20763 пользователей (на июнь 2022).
Роджер Эберт присвоил фильму 1,5 звезды из 4, сравнив его задумку с «Выскочкой», но отметив, что в «Убить миссис Тингл» — не такой умный фильм и в нём нет приятных персонажей, хотя критик высоко оценил игру Миррен. Обозреватель «Common Sense Media» дал фильму 1 звезду из 5, назвав «молодёжным псевдо-триллером».
У картины были и позитивные отзывы — Том Беннетт из «Film Journal International» отметил, что это «увлекательный фильм, наполненный фирменными кино-цитатами Уильямсона». Майкл Дэкина в обзоре для «The Movie Reporter» присвоил картине 3 из 4 звёзд, назвав её «бесспорно проходной, но, на удивление, удобоваримой фантазией на тему мести».
Спустя много лет после выхода фильма в прокат, он получил более благоприятные отзывы; в частности Джессика Роуз в обзоре портала «Nightmare On Film Street» подчеркнула, что «картина блекнет по сравнению с любой из частей „Крика“, но в ней чувствуется острота диалогов в духе Уильямсона», а «чего стоит игра Миррен — только ради этого стоит посмотреть фильм»; «Это интересная, неформальная история взросления с кучей „сочных“ моментом и весёлых эпизодов». В заключении автор перефразирует цитату из фильма: «Если ирония — это нечто противоположное ожидаемому результату, то несложно увидеть, что „Убить миссис Тингл“ преподала прекрасный урок приёмам повествования в конце 1990-х годов».

### Награды
Картина и актёры номинировались на следующие премии, но не получили награды:
| Год  | Премия            | Категория           | Номинант                  | Результат |
| ---- | ----------------- | ------------------- | ------------------------- | --------- |
| 2000 | Saturn Award      | Лучший фильм ужасов | Убить миссис Тингл        | Номинация |
| 2000 | MTV Movie Awards  | Лучший поцелуй      | Кэти Холмс и Бэрри Уотсон | Номинация |
| 2000 | Teen Choice Award | Лучший злодей       | Хелен Миррен              | Номинация |
| 2000 | Teen Choice Award | Лучшая химия        | Кэти Холмс и Бэрри Уотсон | Номинация |

### Выход на видео
Фильм вышел на VHS и DVD 21 октября 1999 года, изданием занималась компания «Dimension Home Video». «Echo Bridge Home Entertainment» выпустила картина на Blu-ray 3 мая 2011. Фильм также вышел на Blu-Ray в нескольких странах — 25 июня 2012 года в Великобритании («StudioCanal UK»), 7 июня 2012 в Германии («Studio Canal»), 3 июля 2012 во Франции («Studio Canal») и 30 ноября 2011 в Испании («Emon Home Entertainment»).
В России выпуском фильма на VHS и DVD занималась студия «West Video».

## Отсылки
- На уроке Джо Линн читает монолог от лица актрисы Мерилин Монро о том, как её роман с президентом Джоном Кеннеди повлиял на развитие американской и мировой истории[16].
- В качестве проекта Люк сдаёт миссис Тингл камень со школьной территории, назвав его горой Плимут.
- Джо Линн воспроизводит перед привязанной к кровати миссис Тингл сцену из классического фильма ужасов «Изгоняющий дьявола», другой вариант перевода — «Экзорцист»[2].
- Персонаж миссис Тингл пародируется в фильме «Ну очень страшное кино»[43].